# 史密斯縣 (德克薩斯州)
史密斯縣（英語：Smith County）是美国德克萨斯州東部的一個縣。面積2,549平方公里。根據美國2000年人口普查，共有人口174,706人。縣治泰勒（Tyler）。該縣成立於1846年4月11日，縣政府成立於同年7月10日。本縣紀念德克萨斯共和国眾議員詹姆斯·史密斯。